# De Bothoven
De Bothoven is een wijk die direct oostelijk van het stadshart van Enschede ligt, in de Nederlandse provincie Overijssel. Het is een van de oudste wijken van de stad en weerspiegelt de geschiedenis daarvan. Tot in de 19e eeuw  was er kleinschalige landbouw, toen ruim een  eeuw lang snelle industrialisatie en verstedelijking en na de neergang van de textielindustrie waren er opnieuw ingrijpende veranderingen om nieuwe ontwikkelingen mogelijk te maken. In 2021 was het de dichtstbevolkte wijk van Enschede.

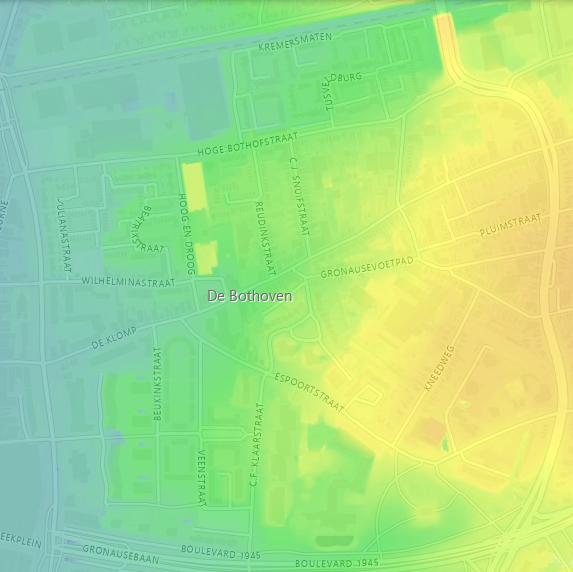
Hoogtekaart van de Bothoven

## Grondgebied
De wijk heeft een wat vierkante vorm:
in het noorden vormt de spoorlijn Enschede-Gronau de grens met De Laares,
in het westen is de Oldenzaalsestraat de grens met de Binnenstad,
in het zuiden is de Boulevard 1945 de grens met Hogeland Noord en
in het oosten is de Oliemolensingel de grens met de wijk Velve-Lindenhof in stadsdeel Oost.
Alle grenzen van de wijk zijn daarmee het gevolg van tamelijk abrupte ingrepen in het landschap. Met de klok mee begon het in de 19e eeuw toen het spoor tussen Enschede en Glanerbrug eind jaren 60 werd aangelegd, in de 20e eeuw gevolgd door de Oliemolensingel in de jaren 20, de Boulevard 1945 in de jaren 50 en het huidige beloop van de Oldenzaalsestraat in de jaren 70.
Het gebied van de Bothoven ligt op de westelijke helling van de Oldenzaalse stuwwal, die van noord naar zuid door Twente loopt. Dit levert 9 meter hoogteverschil op: van 52 m boven NAP aan de oostkant van de wijk tot 43 m boven NAP aan de westkant. Dit hoogteverschil is nog altijd goed te merken in de oude straten die eeuwen terug vanuit de stad naar akkers op de stuwwal in het oosten leidden: de Hoge Bothofstraat, de Lipperkerkstraat, de Pluimstraat, het Gronausevoetpad, de Esstraat en de Espoortstraat-Marthalaan.
Doordat de wijk dichtbebouwd is, ontstaat er bij stortbuien al snel wateroverlast langs de Oldenzaalsestraat. Denkend aan de klimaatverandering heeft de gemeente Enschede daar vanaf 2018 in 2 jaar een ondergrondse waterberging en wadi's aangelegd. De ligging op een stuwwal betekent ook dat de hele wijk op zandgrond is gebouwd.

## Natuur
De vier grenzen van De Bothoven hebben elk een eigen karakteristieke begroeiing met bomenrijen. Het belangrijkste groene gebied is het Blijdensteinpark, waarvan de noordelijke helft het uiterste zuidoosten van de wijk vormt. In aansluiting hierop kent het deel van de wijk ten zuiden van De Klomp-Lipperkerkstraat-Gronausevoetpad vaak hoogbouw of villa's in een parkachtige omgeving. Ook de voormalige begraafplaats aan de Espoortstraat past in dit beeld. Voor bomen in de genoemde bomenrijen en parkachtige gebieden geldt een speciale bescherming volgens het omgevingsrecht. Het noordelijke deel van de wijk kent meer laagbouw en minder openbaar groen. In dit gebied staan 4 oude esdoorns en 3 oude kastanjes die een speciale bescherming volgens het omgevingsrecht hebben. In 2017 heeft de gemeente het gebied rond de watertoren ingericht als buurtpark dat de nabijgelegen basisschool ook kan gebruiken voor natuuronderwijs.
Hoog tegen de gevel van de fabriek in het noordwesten van de wijk hangen sinds 1981 nestkastjes waar sinds 1990 gemiddeld zo'n 15 gierzwaluwen broeden. Het is een van de weinige plaatsen in Nederland waar vrijwilligers deze trekvogels kunnen ringen voor onderzoek.

## Ontwikkeling

### Naam
"De Bothoven" verwijst naar de straatnamen Hoge Bothofstraat en Lage Bothofstraat die op hun beurt zijn afgeleid van de erve Bothof, een grote boerenhofstede die al bestond in het begin van de 14e eeuw toen Enschede stadsrechten kreeg. Dit was een van de boerderijen die binnen de stadswallen lag en zij is al vroeg in de stad opgegaan.

### Landbouw

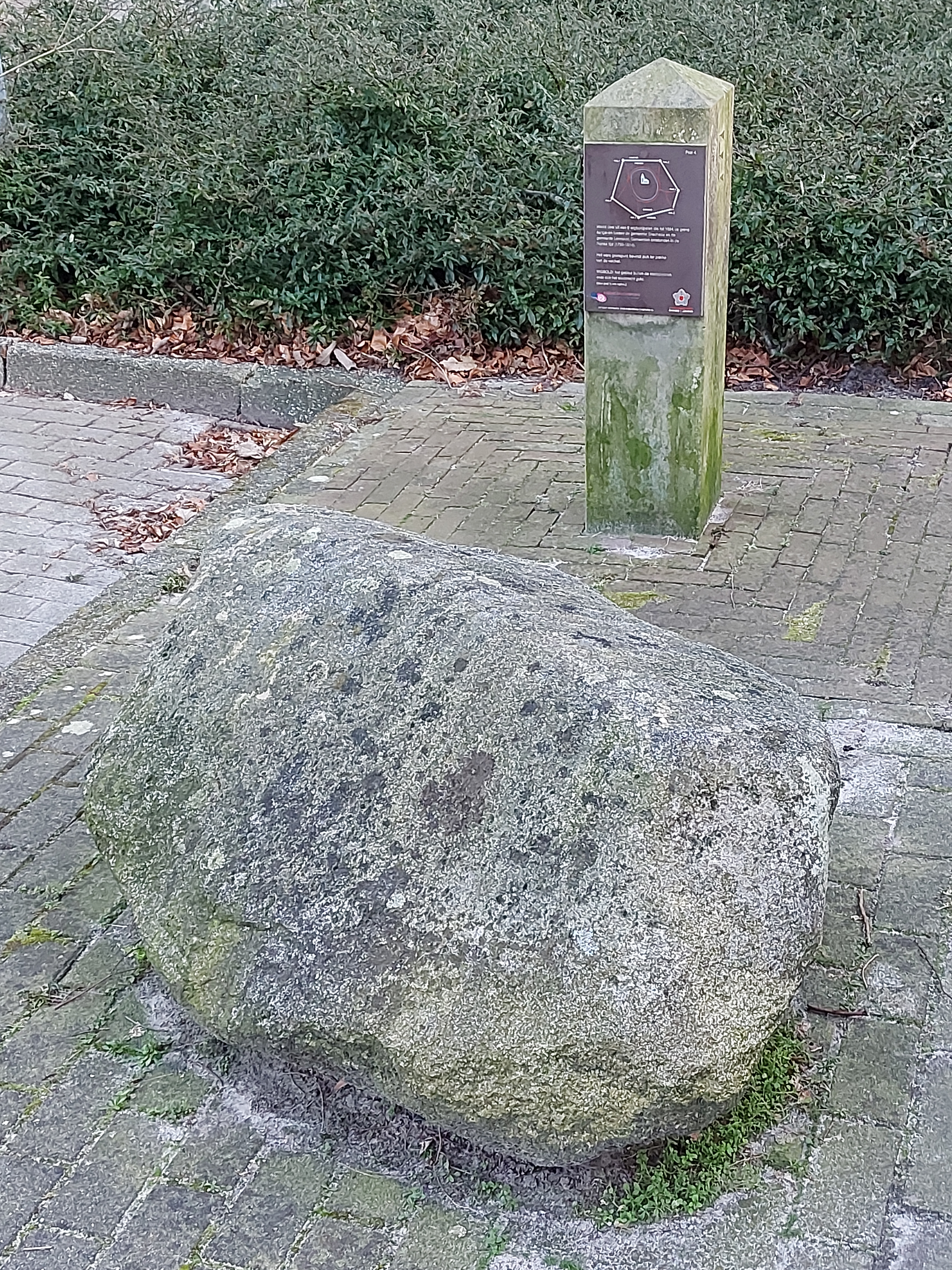
Wigboldpaal in de Beukinkstraat, met een kei zoals die eerder als markering werd gebruikt.

Het gebied dat in de 20e eeuw de naam De Bothoven kreeg, was eeuwenlang voor een groot deel woeste grond, begroeid met heide. De mest van de schaapskudden die op die heide graasden al of niet vermengd met heideplaggen werd voor de uitvinding van de kunstmest gebruikt bij de akkerbouw op de hoger gelegen essen meer naar het oosten. Dit boerenland was juridisch onderdeel van de Esmarke, ook wel Grote Boermarke genoemd. De stad Enschede ontwikkelde zich in deze marke verwierf met haar stadsrechten stapsgewijs zelfstandigheid. Rondom de min of meer eivormige omwalling van de stad was nog een zeshoekig gebied, de wigbold waarbinnen het stadsrecht gold. Een klein deel van de huidige Bothoven lag binnen de wigbold: de oostgrens ervan begon bij de spoorwegovergang in de Oldenzaalsestraat in zuidoostelijke richting tot de splitsing Lipperkerkstraat-Espoortstraat, dan zuidelijk naar de zuidpunt van de Beukinkstraat en vandaar zuidwestelijk, over het kruispunt Oldenzaalsestraat-Boulevard-1945 naar een punt ten zuiden van de binnenstad. De hoekpunten van de wigbold zijn sinds 2008 net zoals in het verleden met stenen palen aangegeven.
Op de helling ten oosten van de stad werden op den duur drie buurschappen onderscheiden, van noord naar zuid:
1. de Heurne, een naam die letterlijk verwijst naar de iets hoger gelegen westelijke uitstulping van de stuwwal tussen de Hoge Bothofstraat en weg naar Gronau (vroeger de Gronausestraat, nu: De Klomp-Espoortstraat); wat vroeger het zuidelijkste deel van de Oldenzaalsestraat was, is bij de aanleg van het stadserf in de binnenstad naar dit gebied vernoemd;[19]
2. de Oliemolenes, genoemd naar een molen die van 1776 tot 1887 op de hoek van Kneedweg en (nu:) Espoortstraat stond en waarnaar de Oliemolensingel is genoemd;[20]
3. het Korteland, waarvan de naam voortleeft in een zijstraat van de Oldenzaalsestraat en een complex seniorenflats die meer naar het oosten aan de C.F. Klaarstraat staan.[21]

De Esmarke was zeer uitgestrekt en omvatte nog veel buurschappen noordelijk, oostelijk en zuidelijk van deze drie. Dwars door de Esmarke liep de handelsweg vanaf de Espoort in de omwalling van Enschede naar Gronau en Münster in het oosten. Deze weg vormde de grens tussen de Noord-Esmarke en de Zuid-Esmarke en heette oorspronkelijk Helweg. In 1889 werd de Helweg omgedoopt in Gronauseweg, die in 1913 werd toegevoegd aan de Gronausestraat. Daarvan werden in 1965 De Klomp en in 1987 de Espoortstraat zoals die sindsdien in De Bothoven zijn te vinden, weer afgesplitst. Heurne en Oliemolenes lagen ten noorden van deze wegen, Korteland ten zuiden. Van de Helweg splitste zich net buiten de stad eerst in zuidoostelijke richting de Veenweg af, de verbinding met het Aamsveen waar Enschedeërs turf haalden. Wat verderop lag de afsplitsing in noordoostelijke richting van de weg naar Losser. Naast deze zandwegen naar andere plaatsen, liepen er aan de noordkant ook smallere lokale paden zoals de Bothofsteeg of het kerkenpad van de boerenhofstede De Lipper (ongeveer waar nu de Oosterbegraafplaats ligt), die in de 19e eeuw uitgroeiden tot Bothofstraat en Lipperkerkstraat. Iets zuidelijk van de Helweg (en de stad) liep de Hessenweg, de route die werd gebruikt door de bredere en zwaardere wagens van handelaars uit Duitsland van en naar Deventer. De tegenwoordige straatnaam Hessenpad is een herinnering aan deze route.

### Industrialisatie
Oorspronkelijk stonden in De Bothoven oude fabrieken uit de textielindustrie en bijbehorende arbeiderswoningen. Op onderstaande foto die tussen 1930 en 1940 in noordoostelijke richting is gemaakt, zijn de watertoren Hoog & Droog (in het midden), het Blijdensteinpark (rechts) en het stratenpatroon onderdelen die in de huidige wijk nog goed herkenbaar zijn. Van de grote fabriekscomplexen die links boven het midden (langs het spoor) en rechts onder het midden die op de foto nadrukkelijk aanwezig zijn, is in de huidige wijk weinig terug te vinden. Van de meest westelijke fabriek (Nico ter Kuile) zijn nog onderdelen aanwezig in het Polaroidcomplex, de drie fabrieken van Van Heek & Co (Kremersmaten, Transvaal en Oostburg) zijn helemaal gesloopt. Dat lot trof ook de Bontweverij (rechts van het midden op de foto) en de metaalfabriek Tattersall & Holdsworth (links van het midden op de foto).

### Stadsvernieuwing
In de jaren tachtig zijn deze fabrieken gesloopt en is er nieuwbouw voor in de plaats gekomen. Een klein deel van de wijk wordt in beslag genomen door de fabriek van Polaroid. Het overige deel wordt voornamelijk gebruikt voor bewoning en parkeerruimte. Nadat de Polaroid Corporation stopte, is een succesvolle doorstart gemaakt door een bedrijf dat een aantal Polaroidproducten bleef maken. Dit bedrijf heeft de handelsnaam Polaroid overgenomen en gebruikt een deel van het oude complex. Een ander deel is de vestigingsplaats van de Nederlandse Reisopera. De rest is door de Performance Factory bezet met diverse ondernemers.

## Onderwijs

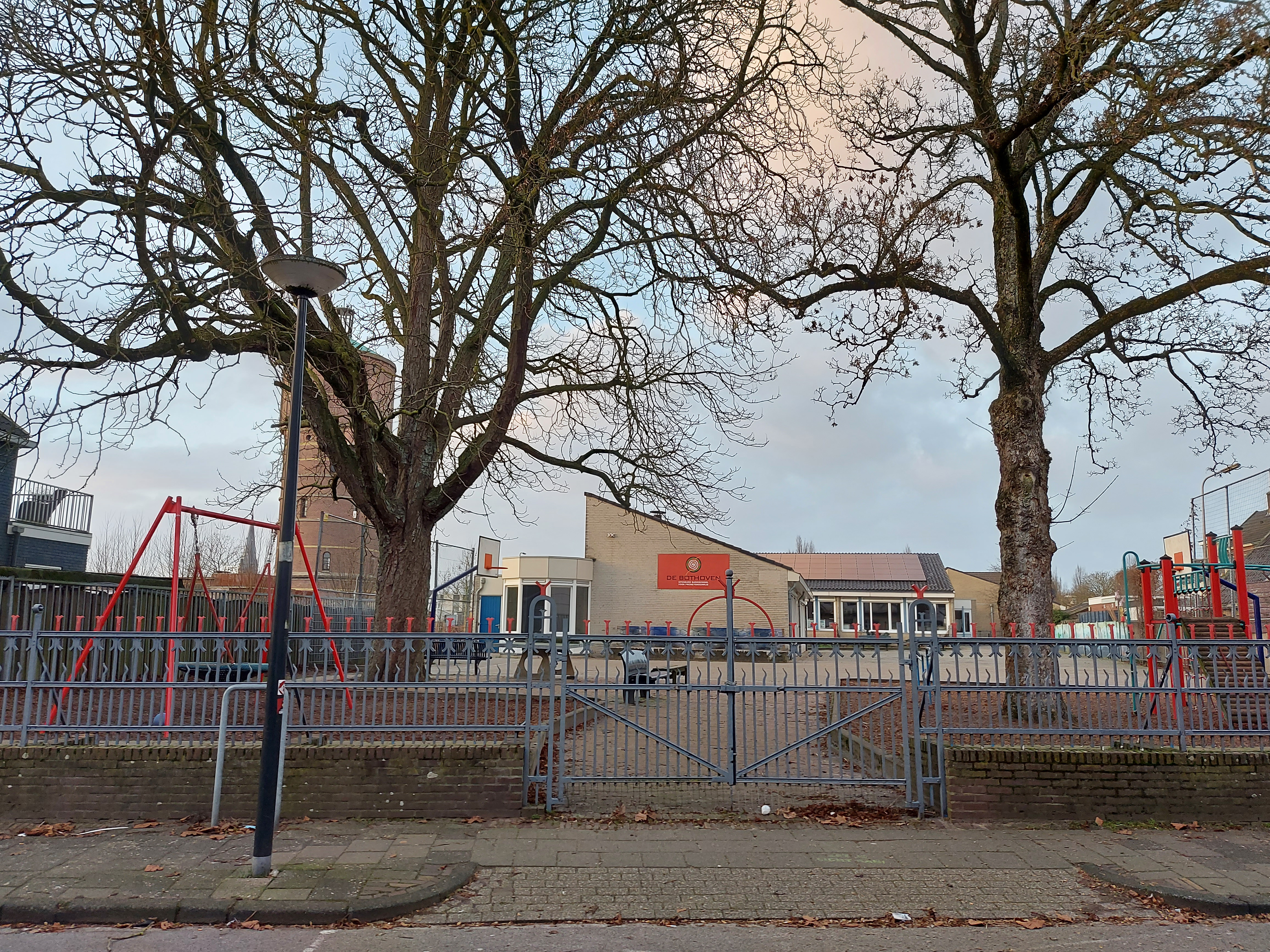
Basisschool De Bothoven, gezien vanaf de Lipperkerkstraat

In De Bothoven staat een openbare basisschool, waar ook kinderen van buiten de wijk naar toe komen, omdat zij werkt volgens de principes van de pedagoog Freinet. Deze school is in 1982 opgericht, toen nog als een openbare lagere school met een daaraan verbonden kleuterschool. De eerste jaren was zij gevestigd in het gebouw van de vroegere Bothofschool, aan de Lage Bothofstraat 166, net buiten de wijk aan de overkant van de Oliemolensingel. In 1985 betrok zij een nieuw gebouw aan de Reudinkstraat 15. Dit staat ongeveer op de plaats waar in 1911 de rooms-katholieke Mariaschool voor meisjes aan de Lipperkerkstraat 41 was opgericht. Die school verhuisde in 1962 uit de wijk, waarna de vrijkomende locatie onderdak bood aan de rooms-katholieke meao. Het gebouw was in 1984 zo sterk verouderd, dat sloop en nieuwbouw noodzakelijk bleken.
Van 1884 tot 1954 heeft noordelijk van de watertoren, waar nu het buurtpark ligt, ook een schoolgebouw gestaan. Tot 1932 werd dit gebruikt door lagere scholen (van 1924 tot 1926 christelijk onderwijs, verder openbaar) en van 1932 tot 1952 door de rooms-katholieke jongensschool voor ulo. Het gebouw werd daarna afgekeurd en gesloopt.